# بود پژتوتسکیه
بود پژتوتسکیه (به لهستانی:  Budy Przytockie) یک روستا در لهستان است که در گمینا کاووشن واقع شده‌است.